# 南山文体中心

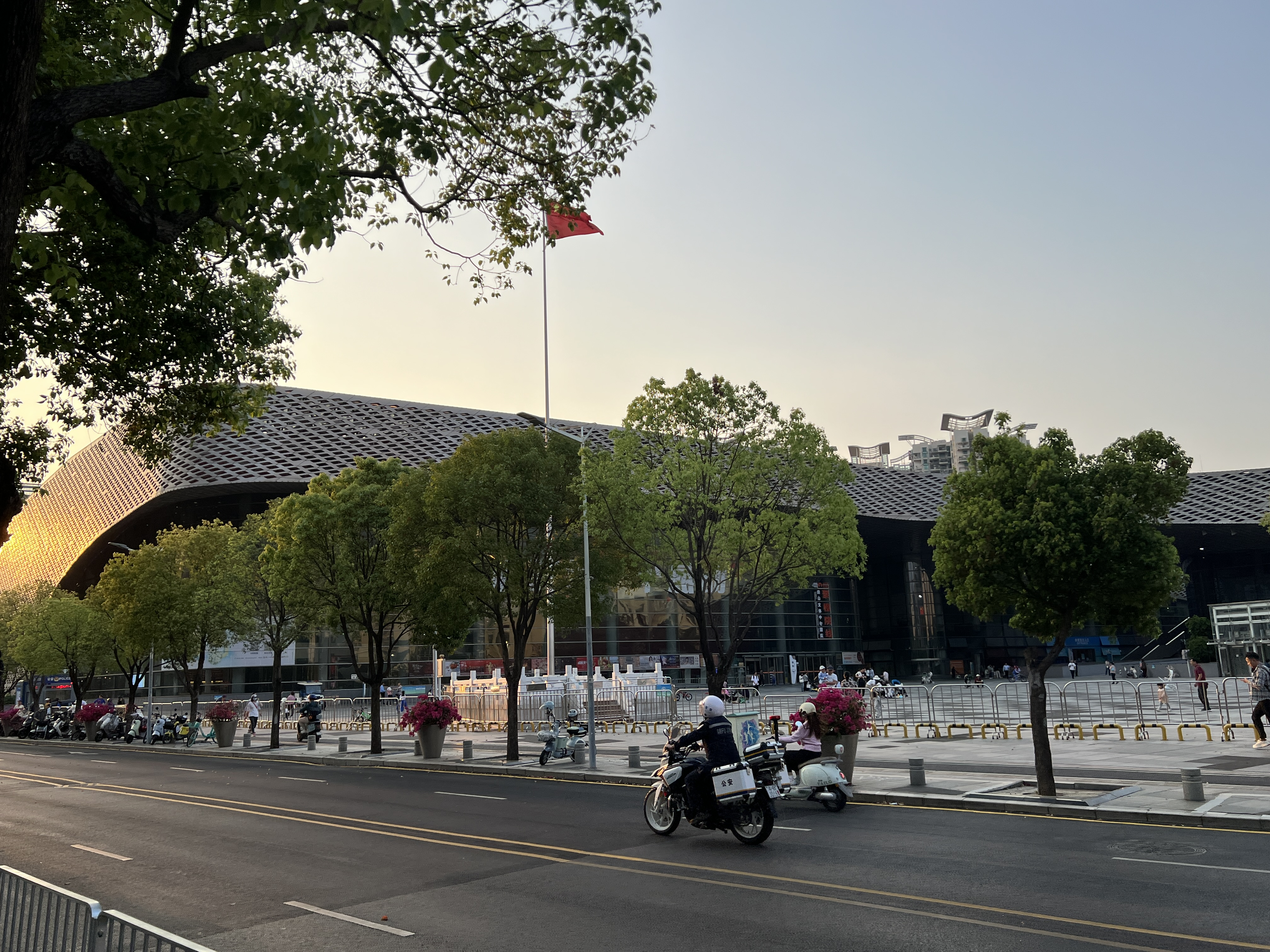
南山文体中心

南山文体中心是位于中国广东省深圳市南山区的一座公共文化体育场馆，占地面积3.96万平方米，总建筑面积7.88万平方米，工程造价10亿元，由剧场、体育馆和游泳馆三部分组成，2014年投入使用。

## 交通
位于深南大道以南、桃园路以北、南山大道以西、南新路以东，邻南山区政府、荔香公园、南山区图书馆和南山博物馆。距深圳地铁12号线南头古城站D口350米，距地铁1号线桃园站B口500米。